# 아와모리

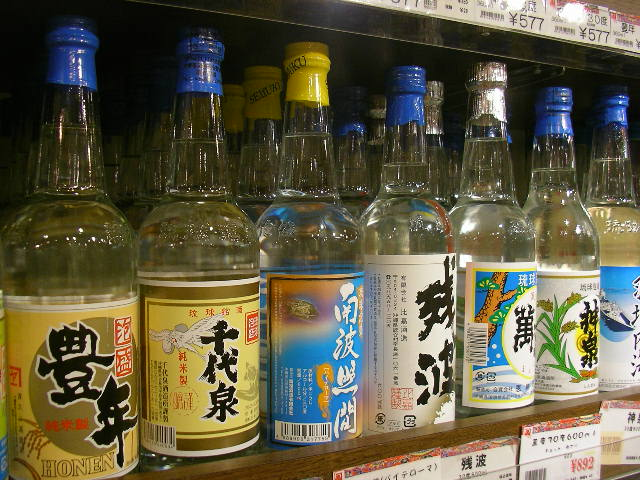
아와모리

아와모리(일본어: 泡盛)는 류큐 제도에서 인디카 쌀로 만드는 증류주다.
도수는 30~43%이지만 전문가 브랜드는 대개 25%다.

## 같이 보기
- 하브주